# Михельс, Роберт
Роберт Михельс (нем. Robert Michels; 9 января 1876, Кёльн — 3 мая 1936, Рим) — немецкий социолог и педагог, ученик Вернера Зомбарта, Гаэтано Моска и Макса Вебера.

## Биография
Учился в Великобритании, Франции, Италии. В 1900 получил докторскую степень по истории. В 1900-х годах активно участвовал в европейском социалистическом движении. С 1907 жил и преподавал в Италии (Турин) и Швейцарии. В преддверии Первой мировой войны Михельс порвал с социалистами и с рядом синдикалистов перешёл на более правые позиции. Поддерживал идеологию итальянского фашизма и за десять лет до смерти принял итальянское гражданство.
Внёс существенный вклад в разработку теории элит. Михельс полагал, что контрэлиты регулярно поднимаются из масс и включаются в сложившиеся структуры власти и элиты, при этом поведение и мировоззрение этих представителей определяются не их предыдущим социальным статусом, а политической ситуацией и текущими интересами политического класса. Существует точка зрения, что и теория мобилизации ресурсов своими истоками тоже уходит в работы В. Парето и Р. Михельса.
Основная работа — «Социология политической партии в условиях современной демократии» (1911) — подверглась критике Ленина. В ней Михельс выдвинул «железный закон олигархии», согласно которому «прямое господство масс технически невозможно» и потому любой режим неизбежно вырождается во власть немногих избранных — олигархию.

## Сочинения
- Что такое патриотизм? — К., 1906.
- Zur Soziologie des Parteiwesens in der modernen Demokratie. Untersuchungen über die oligarchischen Tendenzen des Gruppenlebens. — 1911, 1925; 1970.
  - Political Parties. A Sociological Study of the Oligarchical Tendencies of Modern Democracy. N.Y.: Hearst’s Intern. Library Co., 1915.
  - Социология политической партии в условиях современной демократии: исследование олигархических тенденций в совместной жизнедеятельности. — М.: Издательский дом Дело РАНХиГС, 2022. — 448 с.
    - Чем заняться буржуа в соцпартии (фрагмент) Горький Медиа
- Михельс Р. Демократическая аристократия и аристократическая демократия // Социс, 2000, № 1. С. 107—116.